# Slavko Kvaternik
Slavko Kvaternik (25. srpna 1878 Moravice – 13. června 1947, Záhřeb) byl jedním ze zakladatelů ustašovského hnutí, ministr zodpovědný za ozbrojené síly a válečný zločinec. Po obsazení jugoslávského království vojsky Osy v dubnu 1941 to byl právě on, kdo vyhlásil existenci Nezávislého státu Chorvatsko, fašistického satelitu zabírajícího přes polovinu původního jugoslávského území.
Kvaternik byl důstojníkem jak v rakousko-uherské armádě, tak i v ozbrojených silách Království SHS. Zastával klíčovou pozici v Národní radě Slovinců, Chorvatů a Srbů, která měla vyjednat budoucí uspořádání jugoslávského státu v období rozpadu Rakousko-Uherska. V 30. letech se aktivně podílel na rozvoji ustašovského hnutí mezi chorvatskými profašisticky smýšlejícími emigranty v Itálii.
Do příjezdu Ante Paveliće do Chorvatska byl nejmocnějším mužem ve státě. Poté, co se zformovaly vládnoucí struktury, stal se ministrem obrany fašistického Chorvatska. Tu funkci zastával až do počátku roku 1943. Po skončení druhé světové války byl zajat americkou armádou a později vydán Jugoslávii. Nová komunistická vláda jej obvinila z válečných zločinů a odsoudila k trestu smrti. Slavko Kvaternik byl popraven 13. června 1947 v Záhřebu.